# 森長篤
森 長篤（もり ながあつ）は、江戸時代後期の大名。播磨国三日月藩の第7代藩主。官位は従五位下対馬守。

## 略歴
播磨赤穂藩主・森忠賛の11男として江戸にて誕生。幼名は猪松。内記。
文化5年（1808年）8月27日、先代藩主森長義の養嗣子となる。文化6年（1809年）4月1日、第11代将軍・徳川家斉に拝謁する。同年5月20日、養父長義の隠居で跡を継いだ。文化9年（1812年）12月16日、従五位下対馬守に叙任する。
文化13年（1816年）閏8月23日に江戸で死去し、跡を養嗣子の長国が継いだ。法号は長篤院殿鶴林日山大居士。墓所は東京都大田区池上の本光寺。

## 系譜
- 父：森忠賛（1758-1837）
- 母：不詳
- 養父：森長義（1787-1837）
- 養子
  - 男子：森長国（1810-1857） - 森長義の長男